# Willie Irvine (1963)
Willie Irvine (Stirling, 28 dicembre 1963) è un allenatore di calcio ed ex calciatore scozzese, di ruolo attaccante.

## Carriera

### Giocatore

#### Club
Irvine ha giocato con la maglia dello Stirling Albion, per poi passare all'Hibernian per la Scottish Premier Division 1986-1987, in cui ha giocato 12 partite e messo a referto 2 reti. Per la stagione successiva è stato in forza al Dunfermline, per cui ha realizzato 2 gol in 12 partite.
Nel 1988 si è trasferito in Norvegia, al Vidar. L'anno seguente è passato al Vålerengen. Ha poi fatto ritorno in Scozia, all'Airdrieonians. Nel 1990 è stato ceduto in prestito agli Albion Rovers.
Ha poi vestito le maglie di Meadowbank Thistle, dei Berwick Rangers, Alloa Athletic e Stenhousemuir.

### Allenatore
In possesso della licenza UEFA A, Irvine ha lavorato come tecnico nelle giovanili del Falkirk. A maggio 2008, Irvine è diventato allenatore del Lillesand, in 4. divisjon. È stato anche allenatore del Pollok.

## Palmarès

### Allenatore

#### Competizioni nazionali
- Scottish League Two: 1

Alloa Athletic: 1997-1998